# Йорк (Мэн)
Йорк (англ. York) — таун в округе Йорк, в штате Мэн, США. По подсчетам бюро переписи населения, в 2000 году население муниципалитета составляло 12 854 человек. Расположен на побережье Атлантического океана в заливе Мэн.

## География
Согласно бюро переписи населения США, общая площадь тауна — 149,4 км², из которых: 142,2 км² — земля и 7,2 км² (4,82 %) — вода. Самое высокое место в городе — гора Агаментикус (англ. Agamenticus), 211 метров над уровня моря.